# Rennrodel-Europameisterschaften 2017
Die 48. Rennrodel-Europameisterschaften wurden vom 4. bis zum 6. Januar 2017 im Rahmen des 5. Weltcuprennens der Saison 2016/17 auf der Kunsteisbahn am Königssee in Deutschland ausgetragen.

## Einsitzer Frauen
| Platz | Sportler              | Zeit     |
| ----- | --------------------- | -------- |
| 01    | Natalie Geisenberger  | 51,178   |
| 02    | Tatjana Iwanowa       | 1:+0,151 |
| 03    | Tatjana Hüfner        | 1:+0,255 |
| 04    | Martina Kocher        | 1:+0,288 |
| 05    | Miriam Kastlunger     | 1:+0,409 |
| 06    | Elīza Cauce           | 1:+0,592 |
| 07    | Birgit Platzer        | 1:+0,630 |
| 08    | Julia Taubitz         | 1:+0,912 |
| 09    | Andrea Vötter         | 1:+0,923 |
| 10    | Wiktorija Demtschenko | 1:+0,931 |
| 11    | Dajana Eitberger      |          |
| 20    | Natalie Maag          |          |
| 28    | Margot Boch           |          |

Datum: 5. Januar

16 für die EM startberechtigte Rodlerinnen. Das Rennen fand in nur einem Lauf statt, da der zweite Lauf wegen zunehmenden Schneefall abgebrochen wurde. Für Geisenberger war es der dritte Europameistertitel im Einzel.

## Einsitzer Männer
| Platz | Sportler              | Laufzeiten      | Zeit     |
| ----- | --------------------- | --------------- | -------- |
| 01    | Semjon Pawlitschenko  | 49,245 / 49,118 | 1:38,363 |
| 02    | Ralf Palik            | 49,301 / 49,310 | 1:+0,248 |
| 03    | Wolfgang Kindl        | 49,429 / 49,394 | 1:+0,460 |
| 04    | Felix Loch            | 49,572 / 49,316 | 1:+0,525 |
| 05    | Roman Repilow         | 49,508 / 49,397 | 1:+0,542 |
| 06    | Dominik Fischnaller   | 49,576 / 49,593 | 1:+0,806 |
| 07    | Stepan Fjodorow       | 49,695 / 49,489 | 1:+0,821 |
| 08    | Armin Frauscher       | 49,616 / 49,594 | 1:+0,847 |
| 09    | Julian von Schleinitz | 49,622 / 49,757 | 1:+1,016 |
| 10    | Artūrs Dārznieks      | 49,720 / 49,671 | 1:+1,028 |
| 27    | Svante Kohala         |                 |          |

Datum: 6. Januar

32 Starter. Nach 2015 gewann Semjon Pawlitschenko seinen zweiten Europameistertitel. Vizeweltmeister Ralf Palik gewann seine zweite EM-Medaille.

## Doppelsitzer Männer
| Platz | Sportler                              | Laufzeiten      | Zeit     |
| ----- | ------------------------------------- | --------------- | -------- |
| 01    | Tobias Wendl Tobias Arlt              | 50,838 / 50,737 | 1:41,575 |
| 02    | Toni Eggert Sascha Benecken           | 50,813 / 50,832 | 1:+0,070 |
| 03    | Robin Geueke David Gamm               | 51,133 / 51,224 | 1:+0,782 |
| 04    | Thomas Steu Lorenz Koller             | 51,450 / 51,383 | 1:+1,258 |
| 05    | Andris Šics Juris Šics                | 51,525 / 51,373 | 1:+1,323 |
| 06    | Andrei Bogdanow Andrei Medwedew       | 51,584 / 51,431 | 1:+1,340 |
| 07    | Ludwig Rieder Patrick Rastner         | 51,503 / 51,448 | 1:+1,376 |
| 08    | Christian Oberstolz Patrick Gruber    | 51,617 / 51,624 | 1:+1,666 |
| 09    | Alexander Denissjew Wladislaw Antonow | 52,149 / 51,678 | 1:+2,252 |
| 10    | Lukáš Brož Antonín Brož               | 51,864 / 52,043 | 1:+2,332 |

Datum: 5. Januar

21 Doppel am Start. Das Rennen fand bei dichtem Schneetreiben statt, so dass nach jeder dritten Fahrt ein Kehrkommando die Bahn räumte. Es kam zu einem deutschen Dreifacherfolg, bei dem das Nachwuchsdoppel Geueke/Gamm seine erste EM-Medaille holte.

## Staffel
| Platz | Sportler                                                                                 | Laufzeiten               | Zeit     |
| ----- | ---------------------------------------------------------------------------------------- | ------------------------ | -------- |
| 01    | DeutschlandNatalie Geisenberger Ralf Palik Tobias Wendl Tobias Arlt                      | 53,890 / 55,812 / 55,766 | 2:42,348 |
| 02    | ÖsterreichMiriam Kastlunger Wolfgang Kindl Thomas Steu Lorenz Koller                     | 53,719 / 56,130 / 55,679 | 1:+1,269 |
| 03    | LettlandElīza Cauce Artūrs Dārznieks Andris Šics Juris Šics                              | 54,067 / 55,782 / 55,926 | 1:+1,638 |
| 04    | ItalienAndrea Vötter Dominik Fischnaller Ludwig Rieder Patrick Rastner                   | 56,008 / 55,989 / 55,971 | 1:+1,999 |
| 05    | PolenEwa Kuls Maciej Kurowski Wojciech Chmielewski Jakub Kowalewski                      | 55,837 / 57,000 / 57,916 | 1:+3,081 |
| 06    | TschechienTereza Nosková Ondřej Hyman Lukáš Brož Antonín Brož                            | 56,008 / 55,989 / 55,971 | 1:+4,112 |
| 07    | RumänienRaluca Strămăturaru Valentin Crețu Cosmin Atodiresei Ștefan Musei                | 56,008 / 55,989 / 55,971 | 1:+4,674 |
| 08    | UkraineOlena Stezkiw Andrij Mandsij Oleksandr Obolontschyk Roman Sacharkiw               | 56,008 / 55,989 / 55,971 | 1:+5,358 |
| 09    | SlowakeiSimona Zmijova Jozef Ninis Marek Solčanský Karol Stuchlák                        | 56,008 / 55,989 / 55,971 | 1:+9,264 |
| 10    | Vereinigtes KönigreichDanielle Louise Scott Rupert Staudinger Adam Rosen Matthew Raymond | 56,008 / 55,989 / 55,971 | +10,184  |

Datum: 6. Januar
Überlegen gewann die deutsche Teamstaffel den Wettbewerb. Das mitfavorisierte russische Team schied aus.

## Medaillenspiegel
| Platz | Land        | Gold | Silber | Bronze | Gesamt |
| ----- | ----------- | ---- | ------ | ------ | ------ |
| 1     | Deutschland | 3    | 2      | 2      | 7      |
| 2     | Russland    | 1    | 1      | 0      | 2      |
| 3     | Österreich  | 0    | 1      | 1      | 2      |
| 4     | Lettland    | 0    | 0      | 1      | 1      |